# Desert Rock hadgyakorlatok

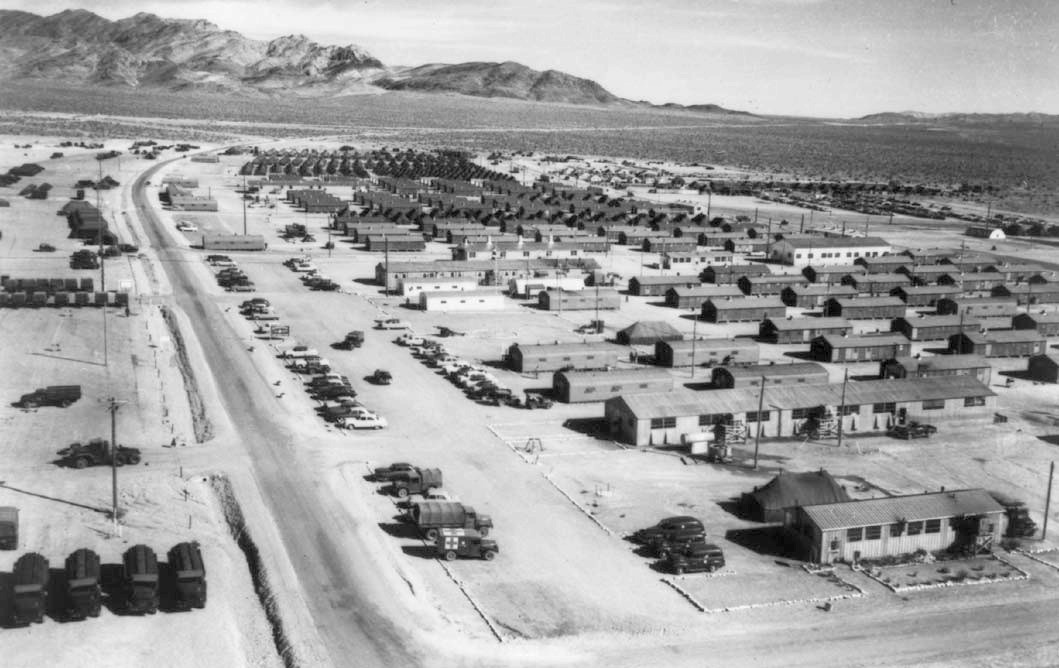
Camp Desert Rock légifényképen.

A Desert Rock egy hadgyakorlat-sorozat kódneve, amelyet az Amerikai Egyesült Államok fegyveres erői 1951 és 1957 között (főként légköri) atomrobbantásokkal összekötve hajtottak végre a Nevada Proving Grounds gyakorlótéren.
A Desert Rock gyakorlatsorozat célja az amerikai csapatok kiképzése és a nukleáris fegyverek bevetésével vívott háború során végezhető manőverek vizsgálata, tesztelése, begyakorlása volt. A gyakorlatok magukba foglaltak különböző megfigyelő programokat, harcászati manővereket és a nukleáris fegyverek romboló hatásának tesztjeit is.
A Desert Rock gyakorlatok kiszolgálása céljából 1951-ben Camp Mercury-tól délre 2,5 kilométerre létrehozták Camp Desert Rock-ot. Itt szállásolták el a gyakorlaton részt vevő állományt és tárolták a használt felszerelést. Ezt a tábort az amerikai hadsereg 1964-ben felszámolta.

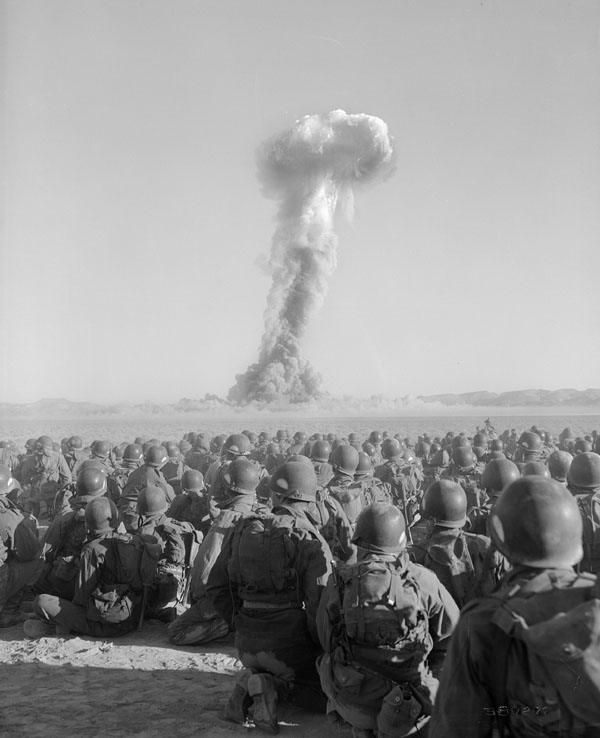
A Desert Rock I gyakorlat során a Buster-Jangle sorozat Dog robbantása - 1951. november 1.

## Összegzés
| Gyakorlat              | Nukleáris robbantássorozat | Dátum                     | Összes részt vevő (katonai) állomány | Harcászati manővert végrehajtó állomány |
| ---------------------- | -------------------------- | ------------------------- | ------------------------------------ | --------------------------------------- |
| Desert Rock I, II, III | Operation Buster-Jangle    | 1951. okt. 22. - nov. 22. | 11.000 fő                            | 6.500 fő                                |
| Desert Rock IV         | Operation Tumbler-Snapper  | 1952. ápr. 1. - jún. 5.   | 11.700 fő                            | 7.400 fő                                |
| Desert Rock V          | Operation Upshot-Knothole  | 1953. márc. 17 - jún. 4.  | 24.000 fő                            | 21.000 fő                               |
| Desert Rock VI         | Operation Teapot           | 1955. feb. 18. - máj. 15. | 11.700 fő                            | 8.000 fő                                |
| Desert Rock VII, VIII  | Operation Plumbbob         | 1957. ápr. 24. - okt. 7.  | 18.000 fő                            | 14.000 fő                               |

## Hadgyakorlatok

### Desert Rock I., II., III.
Ez volt az első közös tesztprogram az amerikai hadügyminisztérium és a Los Alamos-i Nemzeti Kutatóintézet együttműködésével. Különböző megfigyeléseket végeztek a Dog, Sugar és Uncle robbantások alatt, illetve harcászati manővert hajtottak végre a Dog robbantást követően. A nukleáris robbanás romboló hatását vizsgálták különféle katonai eszközökre és tábori erődítésekre a Dog, Sugar és Uncle robbantások során.

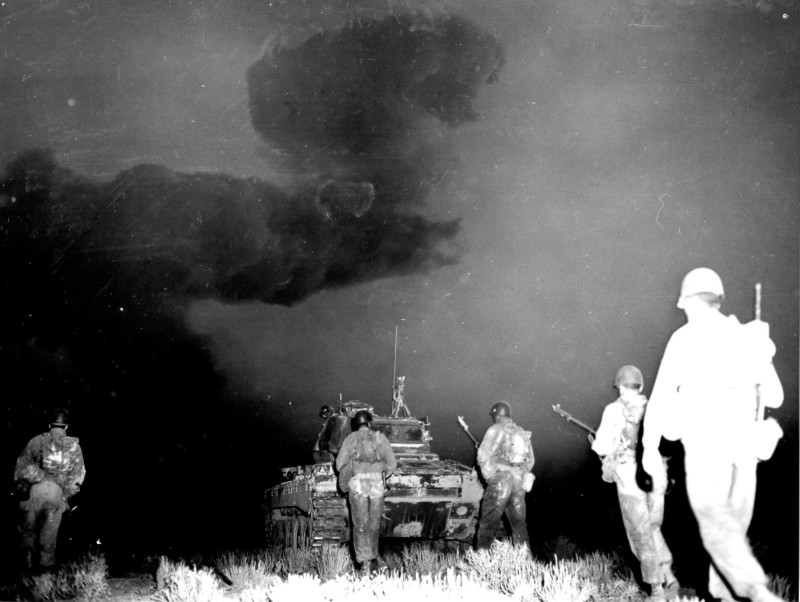
A Desert Rock IV gyakorlat során a Tumbler-Snapper sorozat George robbantása - 1952. június 1.

### Desert Rock IV.
Különböző megfigyeléseket végeztek a Charlie, Dog, Fox és George robbantások alatt, illetve harcászati manővereket hajtottak végre a Charlie, Dog és George robbantások után. A Charlie, Fox és George robbantások után pszichológiai tesztekkel vizsgálták a katonák reakcióit arra, hogy egy atomrobbantás szemtanúi miként reagálnak, viselkednek.

### Desert Rock V.
A Desert Rock V. gyakorlaton belül végrehajtásra került a részt vevő állomány eligazítása és felkészítése, egy önkéntes tiszti megfigyelő program, szárazföldi harcászati manőverek, helikopteres légiszállítás tesztje és rombolóhatás vizsgálatok. A robbantások során a termonukleáris fegyverek elkészítéséhez is végrehajtottak teszteket.
Ekkor került sor az USA fegyveres erőinek történetében az egyetlen "atomgránát" kilövésére. Számos magas rendfokozatú katonai vezető nézte végig, ahogy egy 280 mm-es ágyútarackból ("Atomic Annie") 10.000 méter távolságra kilőtték a 365 kg tömegű gránátot. A 15 kT hatóerejű nukleáris gránát körülbelül 160 méterrel robbant a földfelszín fölött.

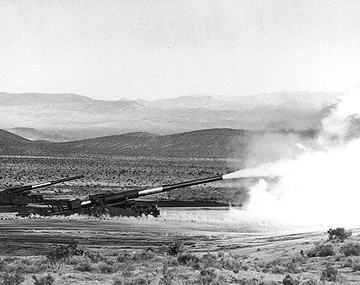
A Desert Rock V gyakorlat során egy 280 mm-es ágyútarack éppen kilövi az Upshot-Knothole sorozat Grable robbantásának gránátját - 1953. május 25.

A Badger robbantás során végrehajtott gyakorlat leírása Curtis Sandefur őrvezető beszámolója nyomán készült, aki ekkor a USMC 2. tengerészgyalogos hadosztályánál szolgált és Camp Lejeune-ból (Észak-Karolina) vezényelték a Desert Rock V. gyakorlatra.
1953. április 18-án még virradat előtt Sandefur őrvezetőt 2100 tengerészgyalogossal együtt teherautókon szállították ki a Nevada Proving Groung gyakorlótérre. A Camp Desert Rock-tól északra található gyakorlótér 1350 négyzetkilométernyi nagyjából sík, elhagyatott sivatag, az északi részén magasabb csúcsokkal. Las Vegas körülbelül 95 kilométerre fekszik délkeleti irányba.
A korai érkezési időpont miatt elegendő idő volt arra, hogy a tisztek hangosbeszélőn eligazítsák a katonákat. Elmondták, hogy a sugárzási szint alacsony lesz és tökéletesen biztonságos. Körülbelül tíz perccel a robbanás előtt a teljes harcászati felszerelést viselő tengerészgyalogosok egy nyitott tetejű, 1,8 méter mély harcárokban helyezkedtek el a robbantás helyszínétől 3660 méteres távolságban, Sandefur őrvezető a jobbszárnyon volt. Percekkel a robbantás előtt letérdeltek és a hátukat a harcárok robbantás felőli oldalának vetették. Felhívták a figyelmüket, hogy csukják be a szemüket és az egyik karjukkal takarják is el, bár ennek ellenére is látni fogják a detonáció fényét és érezni a hőhatást.
4 óra 35 perckor (csendes-óceáni idő szerint), 7,7 Celsius-fokos hőmérsékletben és 40 százalékos relatív páratartalom mellett az Upshot-Knothole sorozat hatodik tagját, a Badger nevű atombombát felrobbantották egy 300 méter magas fémtorony tetején a 2. számú zónában. Az eszköz 23 kT hatóereje kissé nagyobb volt, mint a Hirosimára ledobotté. A gombafelhő csúcsa 12 kilométer magasra ért fel. A robbanás olyan erős volt, hogy a katonák kisebb földrengés-szerű hatást éreztek. A villanás Las Vegasban napfény erejű volt és innen 500 kilométerre délnyugatra, Los Angelesben is látható volt.

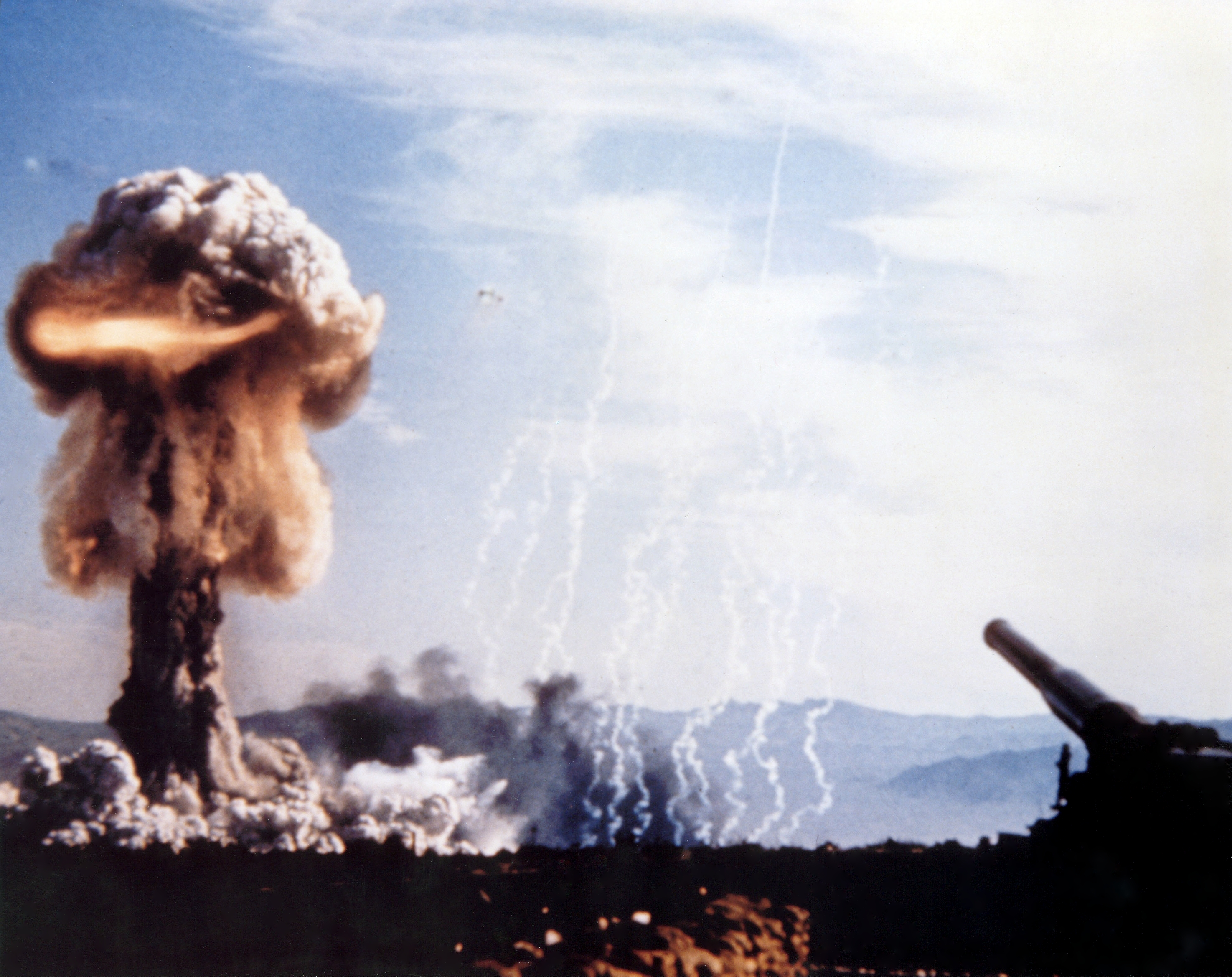
A Desert Rock V gyakorlat során az Upshot-Knothole sorozat Grable robbantása - a bombát egy 280 mm-es tüzérségi eszközből lőtték ki - 1953. május 25.

A tengerészgyalogság a robbantás után azt is vizsgálta, hogyan alkalmazhatóak a helikopterek csapatszállítás céljára nukleáris környezetben. A lökéshullám elhaladása után a tengerészgyalogosok kimásztak a harcárokból, alakzatba rendeződtek és északi irányba támadó manővert hajtottak végre. Annak ellenére, hogy a robbanás sűrű porfelhőt kavart, a gombafelhő tisztán kivehető volt a célterületük felé haladó tengerészgyalogosok számára.
A 10-15 csomós északkeleti (a robbantási helye felől fújó) szél addig példátlan és váratlan radioaktív kihullást sodort a tengerészgyalogosok jobbszárnyára. Kevesebb, mint 460 méter megtétele után az itt haladó katonák egyéni sugáradagmérője több, mint 3,0 röntgen sugárterhelést jelzett (a megengedett terhelés 6,0 röntgen volt), ezért őket visszarendelték a harcárokba és nem folytathatták a manővert. A visszavonulás során a zászlóalj néhány alegységét érő sugárterhelés meghaladta a megengedett 6,0 röntgent, néhány katonánál elérte a 7,1 röntgent, még annak ellenére is, hogy az egyéni sugáradagmérők csak a gamma és kezdeti béta-sugárzást mérték.

### Desert Rock VI.
Különböző megfigyeléseket végeztek a Wasp, Moth, Tesla, Turk, Bee, Ess', 'Apple 1 és Apple 2 robbantások alatt. Harcászati manővereket hajtottak végre a Bee és Apple 2 robbantások után. Kutatási célú kísérleteket végeztek a Wasp, Moth, Tesla, Turk, Bee, Ess', 'Apple 1, Wasp Prime, MET és Apple 2 robbantások során. Vizsgálták, hogyan lehet javítani a nukleáris fegyverek stratégiai célbajuttatásának módszereit.
Egy harckocsizó harccsoport (RAZOR kódnéven) sikeresen tesztelte, hogy egy megerősített harckocsi zászlóalj-harccsoport képes támadó műveletet végrehajtani azonnal egy nukleáris robbantás után az érintett területen.

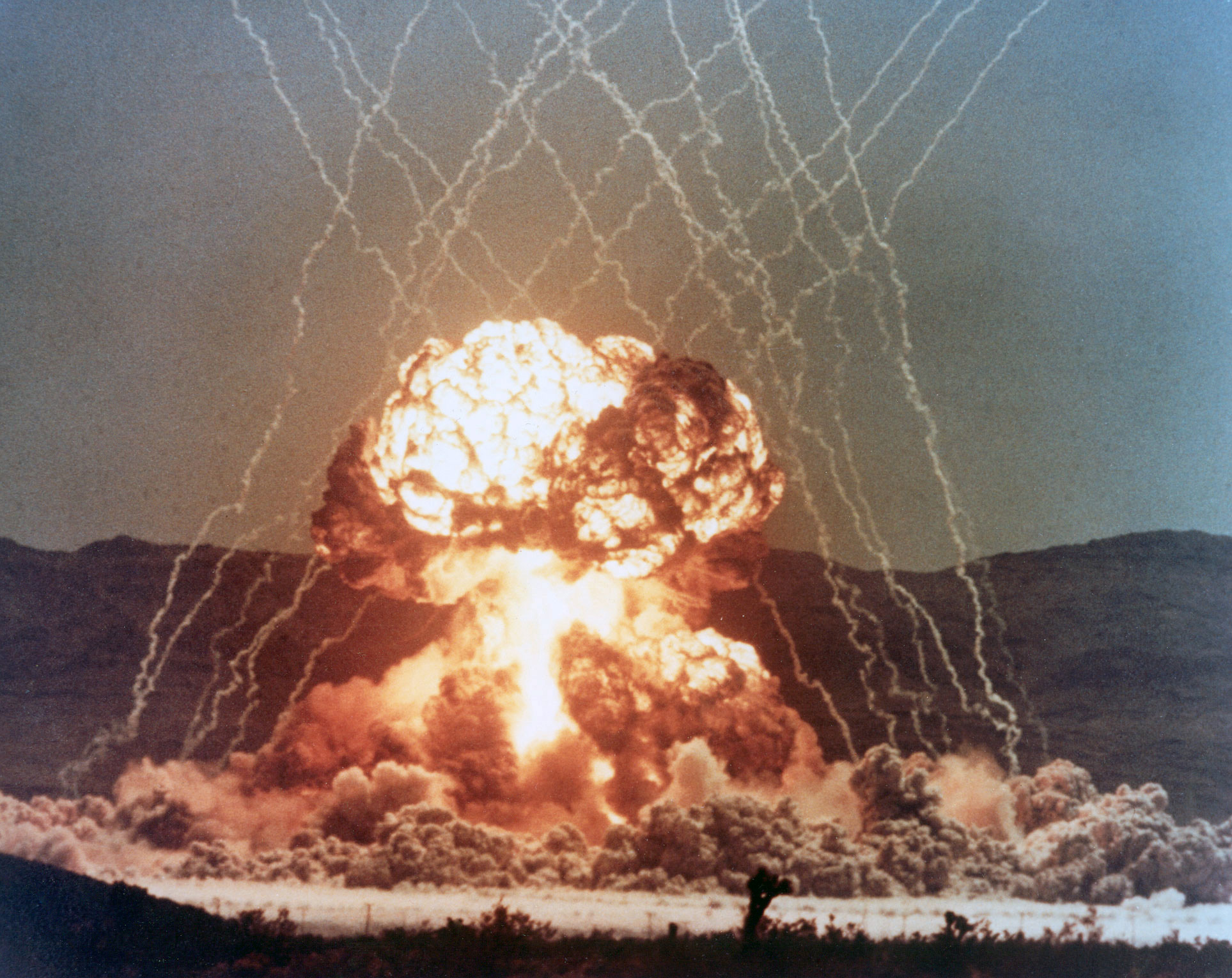
A Desert Rock VI gyakorlat során a Teapot sorozat MET (katonai hatásteszt) robbantása - a hatóerőt 30%-kal alábecsülték - 1955. április 15.

### Desert Rock VII., VIII.
A 29 nukleáris robbantást magába foglaló tesztsorozat volt a leghosszabb, amit az Egyesült Államok területén végrehajtottak.
Főként az interkontinentális ballisztikus rakéták robbanófejeinek tökéletesítése volt a cél, de végeztek kísérleteket légvédelmi és tengeralattjáró-elleni célú fegyverekkel is. Több, mint negyven hatástesztet végeztek el különböző civil és katonai létesítmények, repülőgépsárkányok vizsgálata céljából, valamint 1200 disznón végeztek besugárzással kapcsolatos orvosi vizsgálatokat is.
A Plumbbob sorozat John robbantása volt az egyetlen alkalom (1957. július 19-én), amikor az AIR-2 Genie rakétáját nukleáris robbanófejjel tesztelték. A rakétát egy F-89 Scorpion vadászrepülő lőtte ki, az eszköz 6,000 - 6,700 méter közötti magasságban robbant.
Harcászati manővereket hajtottak végre a Hood, Smoky és Galileo robbantások után. A Hood robbantás után a USMC komplex harcászati gyakorlatot hajtott végre, amelynek során helikopteres légiszállítást és közvetlen légi támogatást is alkalmaztak. A Smoky robbantás után a hadsereg légiroham műveletet gyakorolt nukleáris környezetben. A Galileo robbantás után pszichológiai tesztekkel vizsgálták a katonák reakcióit arra, hogy egy atomrobbantás szemtanúi miként reagálnak, viselkednek.

## Hasonló szovjet kísérlet
A Szovjetunióban hasonló kísérleti célú, nukleáris teszttel egybekötött hadgyakorlat került végrehajtásra 1954. szeptember 14-én, ez volt a Tockojei kísérleti atomrobbantás.

## Fordítás
- Ez a szócikk részben vagy egészben  a   Desert Rock exercises című angol Wikipédia-szócikk fordításán alapul.  Az eredeti cikk szerkesztőit annak laptörténete sorolja fel. Ez a jelzés csupán a megfogalmazás eredetét és a szerzői jogokat jelzi, nem szolgál a cikkben szereplő információk forrásmegjelöléseként.